# Vaux-Montreuil
 Vaux-Montreuil  là một xã ở tỉnh Ardennes, thuộc vùng Grand Est ở phía bắc nước Pháp.